# Olympia Bocholt
Der FC Olympia Bocholt 1911 e. V. ist ein Sportverein aus Bocholt. Die Fußballmannschaft trägt ihre Partien im Olympia-Stadion am Hünting mit 10.000 Plätzen aus.

## Gründungsphase
Im Herbst des Jahres 1911 wurde der FC Olympia Bocholt 1911 e. V. aus der Taufe gehoben. Bis heute hat der Verein ohne Zusammenschlüsse mit anderen Vereinen seinen Namen behalten und gilt daher als der älteste Klub im westfälischen Bocholt. Die erste Zeit des Vereins war geprägt von den Kriegswirren und den damit verbundenen fehlenden Spielmöglichkeiten.

## Entwicklung im und nach dem Zweiten Weltkrieg
Nahezu mit Beginn des Zweiten Weltkrieges wurde der Spielbetrieb stark eingeschränkt. So kam es auch, dass Olympia im Tschammerpokal 1941 trotz Erreichens der 1. Hauptrunde der Gaugruppe Westfalen/Niederrhein gegen die SpVg Emsdetten 05 nicht antrat. Viele Mitglieder des Vereins wurden zum Wehrdienst eingezogen und über 60 aktive Spieler fielen. Hinzu kam der Verlust des eigenen Sportplatzes sowie sämtlicher Sportgeräte, des Archivs sowie der Vereinsfahne. Dennoch wurde bereits im Jahr 1949 der Spielbetrieb wieder aufgenommen. Der Verein qualifizierte sich 1956 für die Landesliga Niederrhein, die zweithöchste Amateurklasse, und erreichte mehrfach die Hauptrunde des Westdeutschen Pokals. 1959 verlor der FC Olympia gegen Erstligist Rot-Weiß Oberhausen 2:6, 1965 gegen Preußen Münster 0:5 und im Pokaljahr 1970 war nach einem 4:0-Sieg gegen SC Kleve 63 die 2. Runde Endstation, als man dem Regionalligisten VfR Neuss knapp 2:3 unterlag.

### Länderspiel am Hünting
Am 19. September 1956 kam es im Stadion des FC Olympia zu einem Länderspiel der Amateurauswahlmannschaften des Deutschen Fußball-Bundes und der Niederlande. Vor 15.000 Zuschauern besiegte die DFB-Elf die Niederländer unter den Augen des damaligen Bundestrainers Sepp Herberger mit 4:1.

## Größte Erfolge
In den 1970er Jahren war der FC Olympia fast durchweg in den höchsten Amateurligen vertreten. 1969/70 feierte der Klub erstmals den Aufstieg in die Verbandsliga Niederrhein, die höchste Amateurklasse. In einem Entscheidungsspiel um die Meisterschaft und den Aufstieg wurde vor 10.000 Zuschauern ausgerechnet der punktgleiche Erzrivale 1. FC Bocholt mit 4:3 Toren bezwungen. Dem Abstieg zwei Jahre später folgte 1973 der unmittelbare Wiederaufstieg in die Verbandsliga.
Im Jahr 1976 erreichte der Verein die 2. Hauptrunde im DFB-Pokal. Nach einem 4:4-Unentschieden beim Bundesligisten Tennis Borussia Berlin unterlag der Klub im Wiederholungsspiel in Bocholt (1:1) erst nach einem Elfmeterschießen. Einer der größten Erfolge des Klubs war zudem der Gewinn der Niederrhein-Meisterschaft 1977/78 und die damit verbundene Teilnahme an der Aufstiegsrunde zur damaligen 2. Bundesliga Nord im Jahr 1978.
Große Beachtung fanden die Ortsderbys gegen den 1. FC Bocholt. Beide Vereine spielten lange Zeit in der damals höchsten deutschen Amateurliga, der Oberliga Nordrhein. Die Begegnungen wurden teilweise von bis zu 15.000 Zuschauern verfolgt. Spätestens ab den 1980er-Jahren war der FC Olympia hinter dem Ortsrivalen nur noch die Nummer zwei in der Stadt. Aufenthalte in der Oberliga waren nur noch von kurzer Dauer. Der letzte Abstieg erfolgte 1987/88. 1991 folgte ein weiterer Abstieg in die Landesliga Niederrhein.

### Vereinserfolge
- Niederrheinmeister: 1978
- DFB-Pokal-Teilnehmer: 1976/77 und 1984/85
- Bezirksklasse Westfalen (2. Liga): 1934/35 und 1939/40
- Oberliga Nordrhein (3. Liga): 1978–1985 und 1987/88
- Meister der Landesliga Niederrhein: 1970, 1973, 1993, 2005

## Aktuelle Entwicklung
Die erste Mannschaft des Vereins erreichte letztmals in der Saison 2005/06 für ein Jahr die Verbandsliga Niederrhein. Zu Beginn der Spielzeit 2006/07 wurde der Landesligist vom ehemaligen Bundesligaspieler Werner Buttgereit trainiert. Nach nur wenigen Spielen trat er jedoch zurück, nachdem sich der gewünschte Erfolg nicht einstellen konnte. Leo Ricken, früherer Oberligaspieler des 1. FC Bocholt, übernahm schließlich das Traineramt und schaffte den Klassenerhalt. Nach der Entlassung von Leo Ricken im Frühjahr 2009 übernahm Burkhard Bennewirtz die Mannschaft. Doch nach nur 2 Monaten wurde auch Bennewirtz wieder entlassen. Die Landesliga-Saison 2008/09 endete mit dem Abstieg in die Bezirksliga. Auch in der Relegation konnte die Klasse (3:0 gegen TG Hilgen 04 und 2:3 gegen SV Wersten 04) nicht gehalten werden, da nur der Sieger in der Landesliga verblieb. In der Folgesaison übernahm Trainer Marco Scholten den Bezirksligisten. Nach dem erneuten Abstieg trat der Verein ab der Saison 2010/11 in der Kreisliga A des Fußballkreises 11 Rees/Bocholt des FVN an. Nach vier Jahren gelang unter Trainer Dennis Giesen 2014 die Rückkehr in die Bezirksliga. In der Saison 2016/17 stieg der Verein erneut in die Kreisliga A ab. In der Saison 2019/20 belegte Olympia Bocholt durch die wegen der COVID19-Pandemie eingeführte Quotientenregelung mit 2,09 Punkten den zweiten Tabellenplatz der Kreisliga A und stieg damit zur Saison 2020/21 in die Bezirksliga auf. Dort hielt sich die Mannschaft nach sechs Spielen mit 10 Punkten im Mittelfeld der Tabelle, ehe die laufende Saison pandemiebedingt erneut abgebrochen wurde. In der Folgesaison 2021/22 verliefen die Leistungen ähnlich wie im Jahr zuvor; am Ende erreichte der FC Olympia Bocholt mit 25 Punkten den 11. Tabellenplatz. In der Saison 2022/23 erfolgte der Wiederabstieg in die Kreisliga A.

## Ehemalige Spieler & Trainer
- Fritz Bischoff
- „Charly“ Böttcher
- Uwe Brock
- Oliver Bücher
- Werner Buttgereit
- Dieter Danzberg
- Horst Döppenschmidt
- Dieter Engels
- Ralf Heym
- Dirk Juch
- Wolfgang Kieselmann
- Bernd Kipp
- Jürgen Koch
- Berni Korbel
- Markus Mohren
- Uwe Montelett
- Leo Ricken
- Hans-Jürgen Scheinert
- Rudolf Seliger
- Reinhard Skandera
- Herbert Sprenger
- Dieter Tartemann
- Pascal Testroet
- Werner Weikamp
- Felicitas Kockmann